# The Beach Boys – On Tour: 1968
The Beach Boys On Tour: 1968 es un álbum en vivo de la banda estadounidense the Beach Boys, editado el 14 de diciembre de 2018 por Capitol Records. Recopila un concierto de 1968.

## Historia
Estas actuaciones fueron parte de la gira de la banda en 1968 en los Estados Unidos posteriores a su álbum de estudio  Friends, a su vez las actuaciones presentes aquí del Reino Unido son anteriores al álbum 20/20. La compilación también presenta la totalidad del lanzamiento original Live in London  de 1970.

## Lista de canciones
Todas las canciones escritas y compuestas por Brian Wilson y Mike Love, excepto donde se indica.. 
| En vivo en Chicago, IL |                                                     |          |  |
| N.º                    | Título                                              | Duración |  |
| 1.                     | «Darlin' (incomplete)»                              | 1:12     |  |
| 2.                     | «Help Me, Rhonda»                                   | 2:12     |  |
| 3.                     | «California Girls»                                  | 2:29     |  |
| 4.                     | «Sloop John B» (Traditional, arr. by B. Wilson)     | 2:38     |  |
| 7.                     | «Little Bird» (Dennis Wilson, Stephen Kalinich)     | 2:21     |  |
| 8.                     | «Wouldn't It Be Nice» (B. Wilson, Love, Tony Asher) | 2:14     |  |
| 10.                    | «Do It Again»                                       | 3:04     |  |
| 11.                    | «Wake the World»                                    | 2:08     |  |
| 12.                    | «God Only Knows» (B. Wilson, Asher)                 | 2:46     |  |
| 13.                    | «Their Hearts Were Full of Spring» (Bobby Troup)    | 2:44     |  |
| 14.                    | «Good Vibrations»                                   | 4:18     |  |
| 15.                    | «Barbara Ann» (Fred Fassert)                        | 3:02     |  |
| 16.                    | «Band Instrumental»                                 | 2:46     |  |

| En vivo en Fargo, ND | |          |  |
| N.º                  | Título | Duración |  |
| 17.                  | «Help Me, Rhonda» | 2:17     |  |
| 18.                  | «California Girls» | 2:24     |  |
| 19.                  | «Sloop John B.» (traditional, arranged by B. Wilson)                                                                   | 2:39     |  |
| 20.                  | «Surfer Girl» | 2:33     |  |
| 21.                  | «Friends» | 2:45     |  |
| 22.                  | «Little Bird» (D. Wilson, Kalinich)                                                                                    | 1:59     |  |
| 23.                  | «Wouldn't It Be Nice» (B. Wilson, Love, Asher)                                                                         | 1:59     |  |
| 24.                  | «Medley: Surfin' Safari/Fun, Fun, Fun/Shut Down/Little Deuce Coupe/Surfin' U.S.A.» (B. Wilson, Love, Christian, Berry) | 3:14     |  |
| 25.                  | «Do It Again» | 3:10     |  |
| 26.                  | «Wake the World» | 2:33     |  |
| 27.                  | «Band Instrumental» | 4:11     |  |
| 28.                  | «Their Hearts Were Full of Spring» (Troup)                                                                             | 2:10     |  |
| 29.                  | «God Only Knows» (B. Wilson, Asher)                                                                                    | 2:48     |  |
| 30.                  | «Good Vibrations» | 4:02     |  |
| 31.                  | «Barbara Ann» (Fassert)                                                                                                | 3:00     |  |
| 32.                  | «Johnny B. Goode» (Berry)                                                                                              | 2:44     |  |

| En vivo en Waterloo, IA | |          |  |
| N.º                     | Título | Duración |  |
| 33.                     | «Darlin' (incomplete)»                                                                                                 | 2:15     |  |
| 34.                     | «Help Me, Rhonda» | 2:10     |  |
| 35.                     | «California Girls» | 2:28     |  |
| 36.                     | «Sloop John B.» (traditional, arranged by B. Wilson)                                                                   | 2:39     |  |
| 37.                     | «Surfer Girl» | 2:57     |  |
| 38.                     | «Friends» | 2:35     |  |
| 39.                     | «Little Bird» (D. Wilson, Kalinich)                                                                                    | 1:58     |  |
| 40.                     | «Wouldn't It Be Nice» (B. Wilson, Love, Asher)                                                                         | 2:08     |  |
| 41.                     | «Medley: Surfin' Safari/Fun, Fun, Fun/Shut Down/Little Deuce Coupe/Surfin' U.S.A.» (B. Wilson, Love, Christian, Berry) | 3:22     |  |
| 42.                     | «Do It Again» | 2:43     |  |
| 43.                     | «Wake the World» | 2:20     |  |
| 44.                     | «God Only Knows» (B. Wilson, Asher)                                                                                    | 2:53     |  |
| 45.                     | «Band Instrumental» | 3:41     |  |
| 46.                     | «Good Vibrations» | 3:56     |  |
| 47.                     | «Barbara Ann» (Fassert)                                                                                                | 2:22     |  |
| 48.                     | «Johnny B. Goode» (Berry)                                                                                              | 3:16     |  |

| En vivo en Lincoln, NE | |          |  |
| N.º                    | Título | Duración |  |
| 49.                    | «Darlin' (incomplete)»                                                                                                 | 2:14     |  |
| 50.                    | «Help Me, Rhonda» | 2:11     |  |
| 51.                    | «California Girls» | 2:28     |  |
| 52.                    | «Sloop John B.» (traditional, arranged by B. Wilson)                                                                   | 2:57     |  |
| 53.                    | «Surfer Girl» | 3:04     |  |
| 54.                    | «Friends» | 2:54     |  |
| 55.                    | «Little Bird» (D. Wilson, Kalinich)                                                                                    | 1:55     |  |
| 56.                    | «Wouldn't It Be Nice» (B. Wilson, Love, Asher)                                                                         | 1:56     |  |
| 57.                    | «Medley: Surfin' Safari/Fun, Fun, Fun/Shut Down/Little Deuce Coupe/Surfin' U.S.A.» (B. Wilson, Love, Christian, Berry) | 3:11     |  |
| 58.                    | «Do It Again» | 2:32     |  |
| 59.                    | «Wake the World» | 2:10     |  |
| 60.                    | «God Only Knows» (B. Wilson, Asher)                                                                                    | 2:48     |  |
| 61.                    | «Their Hearts Were Full of Spring» (Troup)                                                                             | 2:46     |  |
| 62.                    | «Good Vibrations» | 4:14     |  |
| 63.                    | «Barbara Ann» (Fassert)                                                                                                | 2:16     |  |
| 64.                    | «Johnny B. Goode» (Berry)                                                                                              | 3:23     |  |

| En vivo en Phoenix, AZ | |          |  |
| N.º                    | Título | Duración |  |
| 65.                    | «California Girls» | 2:43     |  |
| 66.                    | «Sloop John B.» | 2:47     |  |
| 67.                    | «Surfer Girl» | 2:46     |  |
| 68.                    | «Friends» | 2:28     |  |
| 69.                    | «Little Bird» (D. Wilson, Kalinich)                                                                                    | 1:52     |  |
| 70.                    | «Medley: Surfin' Safari/Fun, Fun, Fun/Shut Down/Little Deuce Coupe/Surfin' U.S.A.» (B. Wilson, Love, Christian, Berry) | 3:35     |  |
| 71.                    | «Wouldn't It Be Nice» (B. Wilson, Love, Asher)                                                                         | 2:47     |  |
| 72.                    | «Do It Again» | 3:09     |  |
| 73.                    | «Wake the World» | 2:28     |  |
| 74.                    | «God Only Knows» (B. Wilson, Asher)                                                                                    | 2:39     |  |
| 75.                    | «Good Vibrations» | 4:03     |  |
| 76.                    | «I Get Around» | 2:18     |  |
| 77.                    | «Barbara Ann» (Fassert)                                                                                                | 2:22     |  |
| 78.                    | «Johnny B. Goode» (Berry)                                                                                              | 3:18     |  |

| En vivo en London Palladium - primer show |                                                      |          |  |
| N.º                                       | Título                                               | Duración |  |
| 79.                                       | «Wouldn't It Be Nice» (B. Wilson, Love, Asher)       | 2:07     |  |
| 80.                                       | «Darlin'»                                            | 2:23     |  |
| 81.                                       | «Sloop John B.» (traditional, arranged by B. Wilson) | 2:31     |  |
| 82.                                       | «California Girls»                                   | 2:29     |  |
| 83.                                       | «Do It Again»                                        | 3:03     |  |
| 84.                                       | «Wake the World»                                     | 2:23     |  |
| 85.                                       | «Bluebirds over the Mountain» (Ersel Hickey)         | 3:40     |  |
| 86.                                       | «God Only Knows» (B. Wilson, Asher)                  | 3:44     |  |
| 87.                                       | «Good Vibrations»                                    | 4:12     |  |
| 88.                                       | «Barbara Ann» (Fassert)                              | 2:06     |  |
| 89.                                       | «All I Want to Do» (D. Wilson, Kalinich)             | 2:12     |  |

| En vivo en London Palladium - segundo show |                                                      |          |  |
| N.º                                        | Título                                               | Duración |  |
| 90.                                        | «Wouldn't It Be Nice» (B. Wilson, Love, Asher)       | 2:03     |  |
| 91.                                        | «Darlin'»                                            | 2:21     |  |
| 92.                                        | «Sloop John B.» (traditional, arranged by B. Wilson) | 2:42     |  |
| 93.                                        | «California Girls»                                   | 2:30     |  |
| 94.                                        | «Do It Again»                                        | 3:00     |  |
| 95.                                        | «Wake the World»                                     | 2:42     |  |
| 96.                                        | «Bluebirds Over the Mountain» (Hickey)               | 3:27     |  |
| 97.                                        | «God Only Knows» (B. Wilson, Asher)                  | 2:55     |  |
| 98.                                        | «Good Vibrations»                                    | 4:39     |  |
| 99.                                        | «Barbara Ann» (Fassert)                              | 2:21     |  |
| 100.                                       | «All I Want to Do» (D. Wilson, Kalinich)             | 3:00     |  |

| En vivo en Finsbury Park Astoria, London |                                                      |          |  |
| N.º                                      | Título                                               | Duración |  |
| 101.                                     | «God Only Knows (soundcheck)» (B. Wilson, Asher)     | 3:53     |  |
| 102.                                     | «Good Vibrations (soundcheck)»                       | 4:10     |  |
| 103.                                     | «Darlin'»                                            | 2:38     |  |
| 104.                                     | «Wouldn't It Be Nice» (B. Wilson, Love, Asher)       | 1:51     |  |
| 105.                                     | «Sloop John B.» (traditional, arranged by B. Wilson) | 2:33     |  |
| 106.                                     | «California Girls»                                   | 2:52     |  |
| 107.                                     | «Do It Again»                                        | 3:06     |  |
| 108.                                     | «Wake the World»                                     | 2:20     |  |
| 109.                                     | «Aren't You Glad»                                    | 3:20     |  |
| 110.                                     | «Bluebirds Over the Mountain» (Hickey)               | 3:07     |  |
| 111.                                     | «Their Hearts Were Full of Spring» (Troup)           | 3:14     |  |
| 112.                                     | «Good Vibrations»                                    | 3:43     |  |
| 113.                                     | «God Only Knows» (B. Wilson, Asher)                  | 3:14     |  |
| 114.                                     | «Barbara Ann» (Fassert)                              | 3:28     |  |